# سنت آنتونی ایست (مینیاپولیس)
سنت آنتونی ایست (به انگلیسی: St. Anthony East) یک منطقهٔ مسکونی در ایالات متحده آمریکا است که در مینیاپولیس واقع شده‌است. سنت آنتونی ایست ۲٬۰۸۱ نفر جمعیت دارد.